# Стелла Русчева
Стелла Андонова Русчева-Михайлова е българска социоложка и психолог.

## Биография
Родена е през 1888 г. в София в семейството на журналиста Йордан Михайлов. Учи социални науки в Женева, Брюксел и Лиеж. След това се прибира в България, където се омъжва за фабриканта от Сливен Андон Русчев. Сътрудничи в местния културен дом „Заря“ и е един от организаторите на Народния университет в Сливен. Известно време е председател на женското дружество „Майчина длъжност“. Освен това преподава социология в Софийския университет като хоноруван преподавател. През 30-те години на 20 в. публикува в сп. „Философски преглед“. Умира през 1964 г.